# Гаргульї (фільм)
«Гаргульї» (англ. Gargoyle) — бойовик 2004 року.

## Сюжет
Спецагенти ЦРУ Дженніфер Веллс і Тай Гріффін, що працюють в Бухаресті, стикаються з серією екстравагантних смертей і загадкових зникнень людей, що не мають логічного пояснення. Масла у вогонь підливає зникнення експертів, що виявили в старій церкві страшну фреску із зображенням міфічних крилатих створінь — гаргулій. Літописи свідчать, що багато століть тому тутешні жителі перемогли цих пекельних тварюк, але незабаром Дженніфер і Тай повинні на власному досвіді переконатися, що гігантські гаргулії повернулися в свої колишні володіння. На вулицях сучасного міста живі втілення середньовічних кошмарів знов ведуть полювання на людей.

## У ролях
| Актор               | Роль                   |
| ------------------- | ---------------------- |
| Майкл Паре          | Тай «Гріф» Гріффін     |
| Сандра Хесс         | Дженніфер Веллс        |
| Фінтан МакКіоун     | Отець Ніколай Сорен    |
| Кейт Орсіні         | доктор Крістіна Дюрант |
| Тім Ебелл           | Лекс                   |
| Вільям Ланглуа      | інспектор Зев Аслан    |
| Петрі Рогу          | Отець Адріан Бодесті   |
| Рене Рівера         | Гоголь                 |
| Артур Робертс       | єпископ                |
| Джейсон Рорер       | Річард Бар'єр          |
| Міхай Бісерікану    | Грегор                 |
| Богдан Урітеску     | Зеро                   |
| Клаудіу Трандафір   | Борис                  |
| Крісті Гроуз        | Іонуц                  |
| Льюїс Койокар       | Юрій                   |
| Джим Вайнорскі      | Богдан                 |
| Клаудіу Істодор     | священик (1532 рік)    |
| Наталія Замілатська | Анка                   |
| Енні Серілло        | коронер                |
| Даніела Нейн        | селянська дівчина      |